# Jenny Whittle
Jennifer Hazel (Jenny) Whittle (Gold Coast, Queensland, 5 september 1973) is een Australische basketbalspeelster. Ze nam tweemaal deel aan de Olympische Spelen en behaalde hierbij een zilveren en bronzen medaille.

## Clubbasketbal
Whittle begon haar loopbaan in 1989 in eigen land in de WNBL bij de Australian Institute of Sport, waarna ze van 1992 tot 1997 zou uitkomen voor Brisbane Blazers. In die periode speelde ze haar laatste jaar voor Osnabrück SC in Duitsland. In 1998 ging ze spelen bij Perth Breakers. In 1999 ging ze spelen in de WNBA voor Washington Mystics. Na het seizoen ging ze spelen voor Bulleen Boomers. Na één seizoen ging ze spelen voor Tarbes Gespe Bigorre in Frankrijk.
In 2001 ging ze haar tweede seizoen spelen voor de Washington Mystics. In 2003 verhuisde ze naar CB Ciudad de Burgos in Spanje. In 2005 keerde ze terug naar Australië om te spelen voor Canberra Capitals. Met deze laatste club werd ze één maal Australisch landskampioen in 2006. In 2006 ging ze spelen voor Mizo Pécs in Hongarije. In 2007 keerde ze terug naar Australië om haar loopbaan af te sluiten bij Adelaide Lightning. Met deze club werd ze één maal Australisch landskampioen in 2008.

## Nationaal elftal
Whittle werd voor het eerst geselecteerd voor de 'Opals' in 1994. In 1996 maakte Whittle een eerste keer deel uit van de Australische olympische selectie. De Australische vrouwen wonnen brons. Haar hoogtepunt was op de Wereldkampioenschappen basketbal in 2006, waar ze als aanvoerder de wereldcup in ontvangst mocht nemen.

## Erelijst
Canberra Capitals
- Australisch landskampioen: 2006

 Adelaide Lightning
- Australisch landskampioen: 2008

 Australië
- 1996:  OS Atlanta
- 1997:  Oceanisch kampioenschap
- 1998:  WK Duitsland
- 2000:  OS Sydney
- 2002:  WK China
- 2001:  Oceanisch kampioenschap
- 2003:  Oceanisch kampioenschap
- 2005:  Oceanisch kampioenschap
- 2006:  WK São Paulo